# 서해도
서해도(西海道)는 고려의 행정구역으로, 5도 양계를 구성하였으며, 조선 태조 3년에 풍해도로 개칭하였다.. 1417년 다시 황해도로 개칭했다. 광복 당시의 황해도이다.

## 같이 보기
- 경상도
- 전라도
- 양광도
- 교주도
- 북계
- 동계